# アーブラハム・ツェーヴィ・イーデルゾーン
アーブラハム・ツェーヴィ（ツヴィ）・イーデルゾーン（אַבְרָהָם צְבִי אידלסון , Abraham Zevi (Zwi, Zvi, Zebi) Idelsohn, 1882年7月14日 - 1938年8月14日）は、ラトビア出身で、ドイツ、イスラエルの地、アメリカ、南アフリカで活動した音楽学者、作曲家。

## 生涯

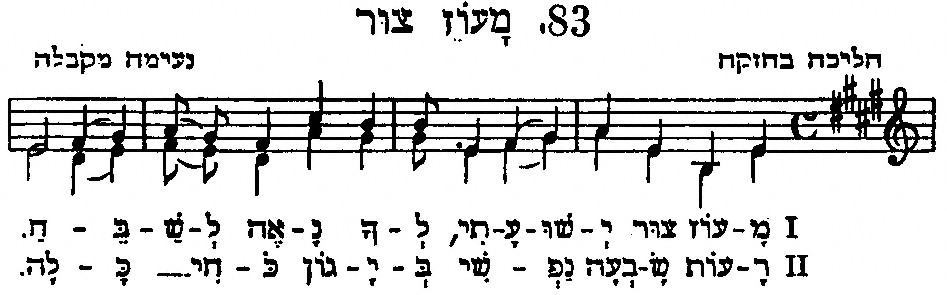
イーデルゾーンが採譜したハヌカーの歌。ヘブライ語の歌詞に合わせ右から左に読む。

ロシア帝国のハーゼンポート郡フェリクスベルク(Felixberg)（現在ラトビア、クルディーガ西方のユールカルネス Jūrkalnes、またはその南隣のピルスベルジ Pilsberģi、いずれも海岸の町）に生まれる。生地に関しては、リーバウ近郊のフィルツブルク(Filzburg)、あるいはフィルスベルク(Filsberg)とされることもある。

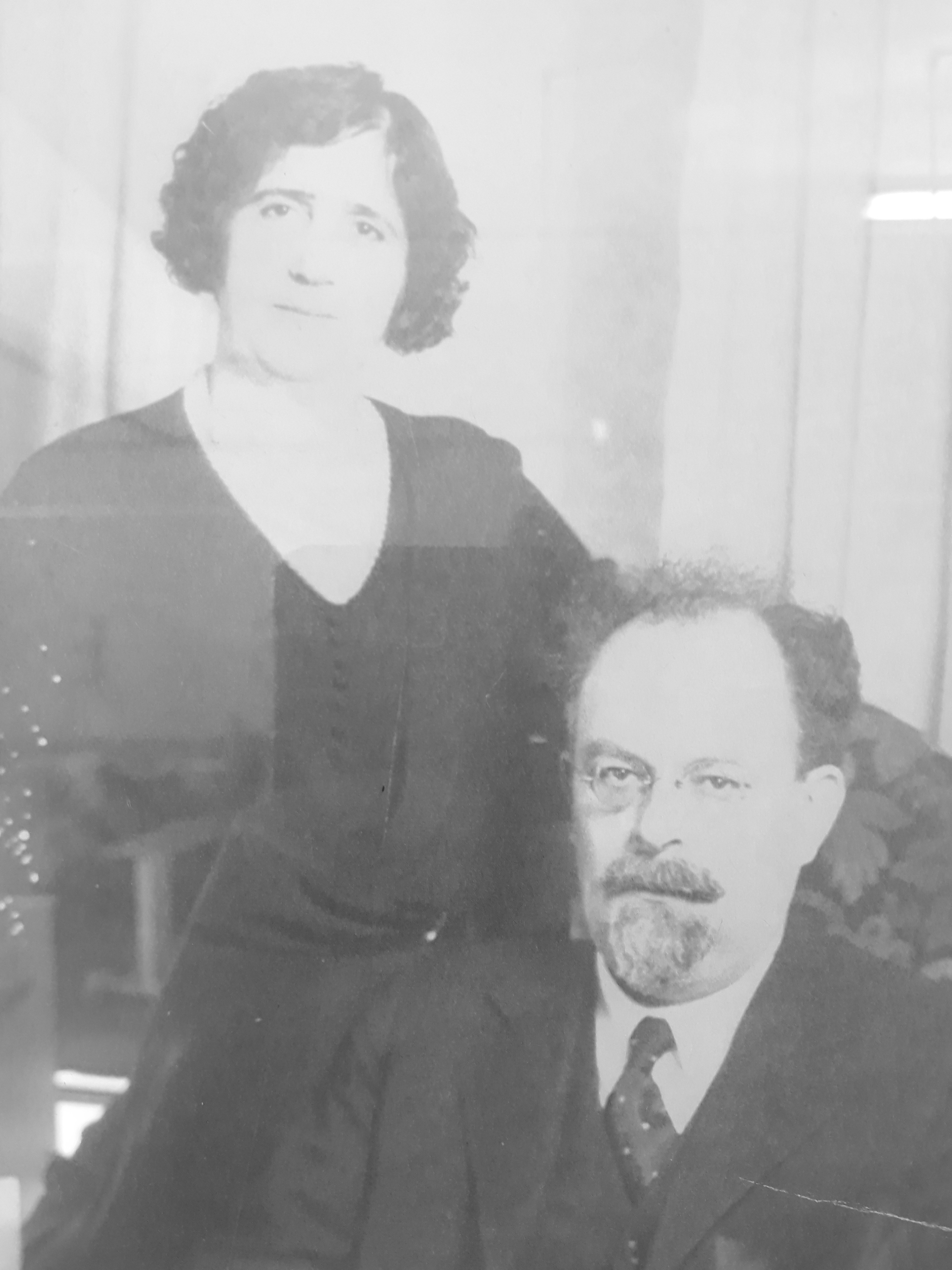
イーデルゾーンと妻、1935年頃

リーバウやケーニヒスベルクでカントル（ハッザーン）になるための訓練を受け、ベルリンのシュテルン音楽院とライプツィヒ音楽院・ライプツィヒ大学で学ぶ。ライプツィヒやレーゲンスブルクでカントルを務めたのち、1906年イスラエルの地に帰還し、15年間エルサレムに居住。この移住はセファルディムの音楽的伝統への調査を進めるきっかけとなった。1910年にはヘブライ音楽協会を設立する。
1922年にシンシナティへ移住し、1924年からはヘブライ・ユニオン・カレッジでユダヤ音楽（ヘブライ音楽）とユダヤ教典礼の教授を務める。カレッジからは1933年に名誉博士号を授与され、1938年、ヨハネスブルグで亡くなった。

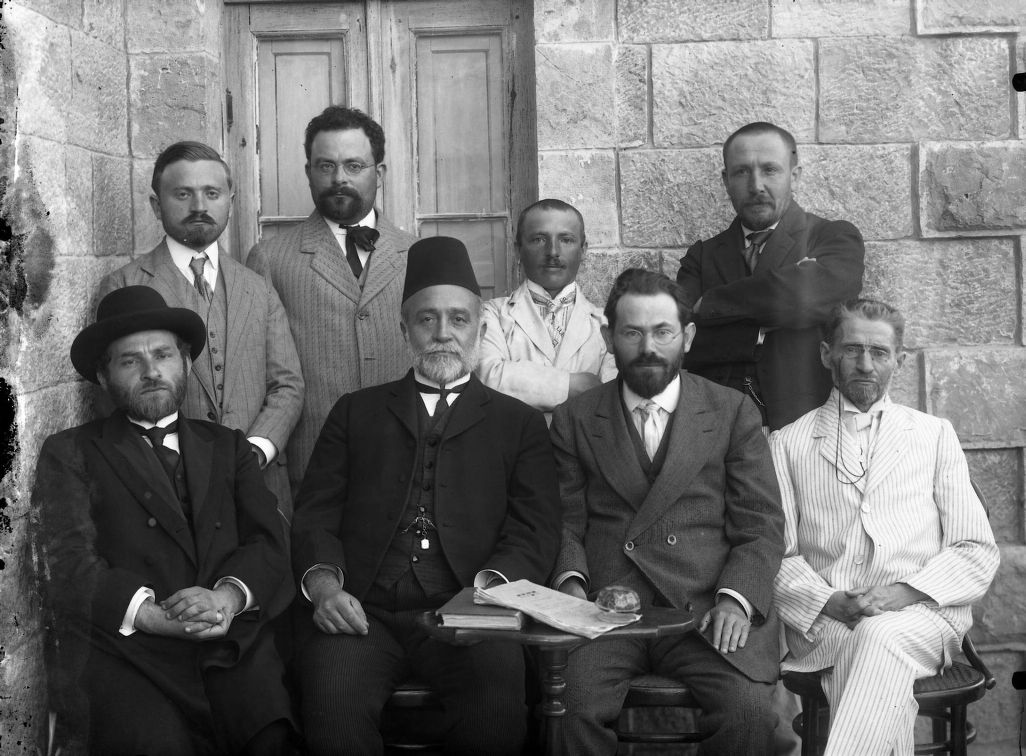
ヤアコヴ・ベン＝ドヴ撮影のグループ写真、後列左から2番目がイーデルゾーン。

音楽学者としてはほぼ独学だったものの、ユダヤ音楽研究に初めて比較音楽学の手法を持ち込み、主著 "Hebräisch-orientalischer Melodienschatz" や蝋管による1000件以上の現地録音によって、近代ユダヤ音楽学の基礎を築いた。その功績の一つとして、ユダヤ音楽などオリエントの音楽と初期西洋音楽の関係を明らかにし、例えば、ヘブライ語典礼歌とグレゴリオ聖歌の類似性を発見したことなどはイーデルゾーンの研究成果である。また、近東のマカームの研究にも力を注いだ。
作曲家としても活動し、1922年にエルサレムでも演奏されたオペラ "Jeftah" や、シナゴーグで用いるための典礼音楽一式を作曲している。よく知られた民謡「ハバ・ナギラ」を採譜して広め、この曲の作曲者と目されることもある。

## 著作
- Hebräisch-orientalischer Melodienschatz, 1914-1933（10巻） 英題: Thesaurus of Hebrew-Oriental Melodies
- Jewish Music in its historical Development, 1929
- The Ceremonies of Judaism, 1929
- Jewish Liturgy and its Development, 1932